# Эртиль (река)
Эрти́ль (в верховьях Большо́й Эрти́ль; устар. Большой Ертил) — река в Воронежской и Тамбовской области России. Длина — 92 км. Площадь водосборного бассейна — 931 км².

## Этимология
В XIX веке и ранее название бытовало в виде Ертил. Гидроним относят к числу тюркских (предположительное значение на тюркских языках — «место, где живёт племя»), но надёжной этимологии не существует.

## Гидрография
Устье реки находится у села Щучинские Пески по левому берегу реки Битюг в 229 км от устья. На реке расположен город Эртиль, посёлок городского типа Токаревка, сельские населённые пункты Старогрязное, Троицкий Росляй, Громушка, Эртиль, Малый Росляй, Знаменка, Новоникольское, Панино, Александровка, Малая Добринка, Большая Добринка, Веселовка, Виноградовка, Ячейка, Сластенка, Эртиль и Щучинские Пески.

## Притоки
- Малый Эртиль впадает справа в 20 км от устья у села Виноградовка
- безымянная река впадает слева в 30 км от устья
- безымянная река впадает слева в 38 км от устья в городе Эртиль
- Плата впадает справа в 71 км от устья в селе Знаменка[3]